# Унија: Бизнис иза дувања
Унија:Бизнис иза дувања (енгл. The Union: The Business Behind Getting High), је канадски документарни филм из 2007. године, у режији Брета Харвеја.
Филм се бави разлозима забране марихуане, и приказује политичку позадину забране, као и институције и компаније у САД које профитирају од забране. Према филму главни разлози забране марихуане нису здравствени већ економски и политички.

## Радња
Филм на почетку приказује кратку историју конопље, и њену индустријску и медицинску примену. Затим се осврће на почетак забране конопље, која је у САД у потпуности забрањена без обзира да ли се ради о марихуани, или о индустријској конопљи са нижим садржајем ТХЦ-а. Приказују се ставови људи који се баве илегалном производњом марихуане, затим ставови полицајаца, психолога, економиста и јавних личности. Приказује се податак који говори да није забележен ни један смртни случај од марихуане, као и да је према ауторима филма њена штетност мања у односу на кафу. Говори се о експерименту над мајмунима који је влада САД узела као референцу да марихуана убија мождане ћелије, али је касније обелодањено да су мајмуни угушени у диму марихуане, а да су њихове мождане ћелије пропале као последица недостатка кисеоника приликом гушења, а не као последица удисања ТХЦ-а из марихуане. Такође се говори о америчком рату против дрога, где је већина средстава усмерена на борбу против марихуане, док су према мишљењу интервјуисаних личности у филму, тешке дроге готово стављене у други план.
Говори се и о лобирању америчке фармацеутске индустрије, која би легализацијом марихуане изгубила много новца од лекова који би неки пацијенти могли да замене јефтинијом марихуаном. Такође се говори и о могућности примене конопље у индустријске сврхе.
Забрана марихуане се упоређује са прохибицијом алкохола из 20-их година 20. века, која је уместо смањења криминала имала контрапродуктиван ефекат, тако да је златно доба мафије управо било доба прохибиције. Говори се и о теорији да је марихуана "степеник" ка тежим дрогама, што се у филму објашњава чињеницом да дилери који продају марихуану често својим купцима понуде да пробају нешто "боље", а не као што то каже теорија степеника да марихуана наводи човека да користи јаче дроге.
Од почетка рата против дроге који је према ауторима филма највише усмерен против марихуане, САД је постала водећа држава према броју затвореника у свету. Међутим затворски систем у САД није могао да прими толики број затвореника тако да су власти дале дозволу за рад затворима који се налазе у приватном власништву.

## Цитати из филма
"Ако ухвате младу особу са количином марихуане еквивалентној једној цигарети, она неће моћи да добије кредит или стипендију за колеџ. Али ако сте осуђени за убиство или силовање, нема проблема... " Џек А. Кол, бивши тајни агент за борбу против наркотика.

## Награде
Филм је добио неколико канадских и међународних награда за најбољи документарни филм.